# فيليب وادزورث
فيليب وادزورث (بالإنجليزية: Philip Wadsworth) هو سياسي أمريكي، ولد في 7 مارس 1832، وتوفي في 12 سبتمبر 1901. حزبياً، نشط في الحزب الجمهوري. وقد انتخب عضو مجلس نواب كونيتيكت.